# ポール・ヴィダル
ポール・アントワーヌ・ヴィダル（Paul Antoine Vidal, 1863年6月16日 トゥールーズ - 1931年4月9日 パリ）はフランスの作曲家・指揮者だが、もっぱら卓越した音楽教師として後世に名を残している。

## 経歴
トゥールーズ音楽院に学んだ後、パリ音楽院でジュール・マスネとセザール・フランクに師事して1883年に（クロード・ドビュッシーに1年先駆けて）ローマ大賞を受賞する。パリ・オペラ座やオペラ＝コミック座で指揮者を務める傍らパリ音楽院の教壇に立ち、門下にアンドレ・カプレ、ナディア・ブーランジェ、リリ・ブーランジェ、ジャック・イベール、アンリ・トマジ、ウジェーヌ・ビゴ、リカルド・カスティーリョ、アンドレ・オッセンらを擁す。
《エロス Eros 》（1892年）、《ゲルニカ Guernica 》（1895年）、《 La Burgonde 》（1898年）といった一連の歌劇を遺しているが、今日ではほとんど忘れられてしまっている。

## エピソード
1886年1月8日にフランツ・リストのために、ドビュッシーと共演して2台ピアノ版の《ファウスト交響曲》を演奏するが、夕食後の宴であり、作曲者自身はどうやら眠りこけていたようだったという。その翌日に二人はリストに、シャブリエの《ロマンティックなワルツ》を2台ピアノで演奏して聴かせた。